# إبراهيم بن يوسف الهسنجاني
إبراهيم بن يوسف بن خالد بن سويد، أبو إسحاق الهسنجاني، الرازي من رواة الحديث وهو ثقة مأمون، من أهل «هسنجان» من قرى الري رحل إلى العراق والشام ومصر، له «مسند» كبير في الحديث نحو مئة جزء، رواه عنه ميسرة بن علي القزويني، وقد روى الهسنجاني عن أحمد بن أبي الحواري كتاب الزهد وروى عن أبي مصعب وأبي بكر بن أبي شيبة وجمع فأوعى، مات الهسنجانيّ في سنة إحدى وثلاثمئة.

## روايته للحديث النبوي
- سمع: طالوت بن عباد وعبد الأعلي بن حماد النرسي وهشام بن عمار وعبد الواحد بن غياث ومحمد بن عبيد بن حساب وأحمد بن أبي الحواري وطبقتهم.
- حدث عنه: أبو جعفر محمد بن عمرو العقيلي وأبو عمرو بن مطر وأبو بكر الإسماعيلي وأبو الحسين محمد بن عبد الله والد تمام الرازي وعبد الله بن عدي وأبو علي الحسين بن علي الحفاظ وأحمد بن علي الديلمي والعباس بن الحسين الصفار خاتمة أصحابه وآخرون.[4]
- الجرح والتعديل: قال أبو علي الحافظ النيسابوري: الثقة المأمون. وقال أبو يعلى الخليلي: ثقة. وقال الذهبي: الإمام الحافظ المجود.